# كريستوفر بلاك
كريستوفر بلاك هو محامي كندي، ولد في القرن العشرين.